# Cantone di Haute Lande Armagnac
Il Cantone di Haute Lande Armagnac è una divisione amministrativa dell'Arrondissement di Mont-de-Marsan.
È stato costituito a seguito della riforma approvata con decreto del 18 febbraio 2014, che ha avuto attuazione dopo le elezioni dipartimentali del 2015.

## Composizione
Comprende i 47 comuni di:
- Argelouse
- Arue
- Arx
- Baudignan
- Bélis
- Betbezer-d'Armagnac
- Bourriot-Bergonce
- Brocas
- Cachen
- Callen
- Canenx-et-Réaut
- Cère
- Commensacq
- Créon-d'Armagnac
- Escalans
- Escource
- Estigarde
- Gabarret
- Garein
- Herré
- Labastide-d'Armagnac
- Labouheyre
- Labrit
- Lagrange
- Lencouacq
- Losse
- Lubbon
- Luglon
- Luxey
- Maillas
- Maillères
- Mauvezin-d'Armagnac
- Parleboscq
- Retjons
- Rimbez-et-Baudiets
- Roquefort
- Sabres
- Saint-Gor
- Saint-Julien-d'Armagnac
- Saint-Justin
- Sarbazan
- Le Sen
- Solférino
- Sore
- Trensacq
- Vert
- Vielle-Soubiran